# Droit de la nationalité irlandaise
Le droit de la nationalité irlandaise est prévu par les dispositions des Irish Nationality and Citizenship Acts 1956 to 2004 et des dispositions pertinentes de la Constitution de l'Irlande. Une personne peut être citoyen irlandais par la naissance, par filiation, par mariage avec un citoyen irlandais ou par naturalisation. La loi accorde la citoyenneté aux personnes nées en Irlande du Nord dans les mêmes conditions que celles qui sont nées en république d'Irlande.

## Histoire

### Constitution de l'État libre d'Irlande

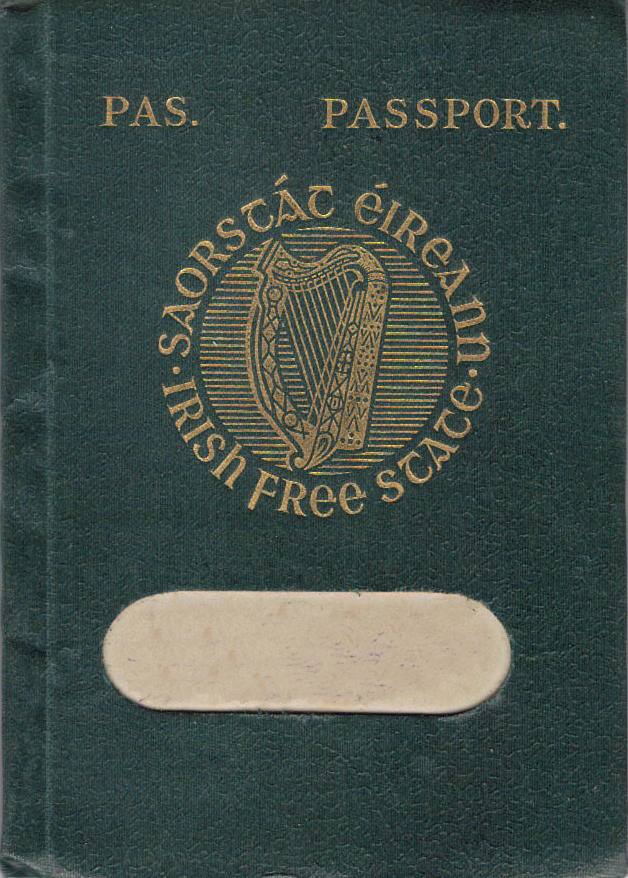
Couverture d'un passeport de l'État libre d'Irlande, tel que délivré en 1927, nom du titulaire supprimé.

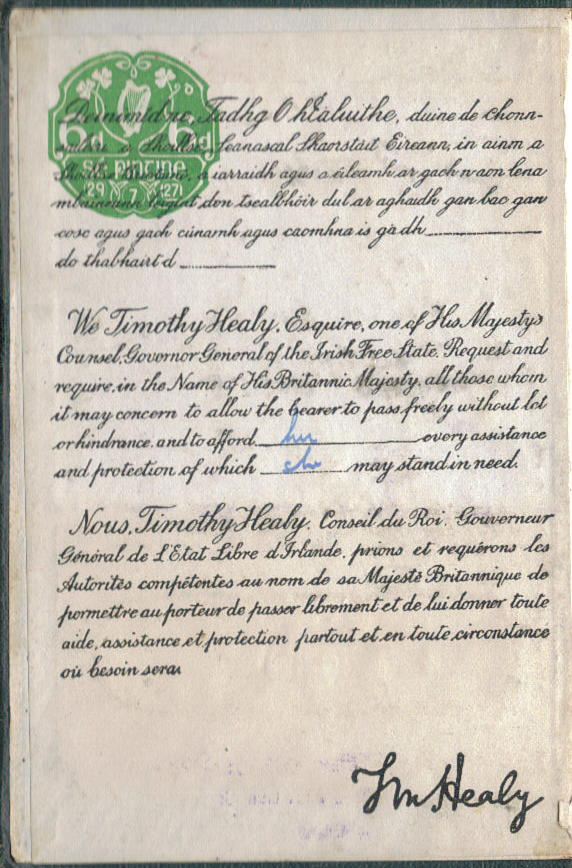
Page de demande d'un passeport irlandais, 1927.

La citoyenneté irlandaise découle de l'article 3 de la Constitution de l'État libre d'Irlande, entrée en vigueur le 6 décembre 1922. Toutefois, la citoyenneté irlandaise ne s'applique alors qu'à l'intérieur du pays, jusqu'à l'adoption du Vingt-sixième amendement du 5 avril 1935 qui étend son application à l'échelle internationale,. Toute personne domiciliée sur l'île d'Irlande le 6 décembre 1922 est citoyen irlandais si : 
- il ou elle réside sur l'île ;
- au moins un de ses parents est né sur l'île ou ;
- il ou elle réside sur l'île depuis au moins sept ans.

Ceci à l'exception de « toute personne ayant la citoyenneté d'un autre état peut ne pas accepter la citoyenneté irlandaise ».
Alors que la Constitution fait référence aux personnes domiciliées « in the area of the jurisdiction of the Irish Free State » (« dans le territoire sous la juridiction de l'État libre d'Irlande »), cela est interprété comme signifiant toute l'île. En effet, la Constitution découle des termes du traité anglo-irlandais de 1921 qui stipule que « the powers of the Parliament and government of the Irish Free State shall not be exercisable as respects Northern Ireland » (« les pouvoirs du Parlement et du Gouvernement de l'État libre d'Irlande ne doivent pas s'exercer sur l'Irlande du Nord ») avant le 6 janvier 1923, à moins que  pendant ce temps, les deux chambres du Parlement d'Irlande du Nord aient exercé le droit de présenter au Roi une requête indiquant « the powers of the Parliament and Government of the Irish Free State shall no longer extend to Northern Ireland » (« les pouvoirs du Parlement et du Gouvernement de l'État libre d'Irlande ne s'étendent plus à l'Irlande du Nord »). Les deux Chambres exercent ce droit dans les deux jours suivant l'entrée en vigueur de la Constitution, le 6 décembre 1922. En raison de ce contexte, les tribunaux de l'État libre d'Irlande estiment que l'Irlande du Nord est de juridiction de l'État libre d'Irlande, le 6 décembre 1922.
À cette période, les autorités britanniques considèrent le statut de l'État libre d'Irlande en tant que dominion du Commonwealth, cela signifie qu'un citoyen de l'État libre d'Irlande n'est qu'un « sujet britannique ». Cette interprétation peut être corroborée par le libellé de l'article 3 de la Constitution, qui stipule que les privilèges et obligations de la citoyenneté irlandaise s'appliquent « dans les limites de la juridiction de l'État libre d'Irlande ». Cependant, les autorités irlandaises ont à plusieurs reprises rejeté l'idée selon laquelle ses citoyens auraient le statut supplémentaire de « sujet britannique ». En outre, bien que le serment d'allégeance pour les membres de l'Oireachtas, tel que défini à l'article 17 de la Constitution, et tel que requis par l'art. 4 du traité, « la citoyenneté commune de l'Irlande avec la Grande-Bretagne », un mémorandum de 1929 sur la nationalité et la citoyenneté préparé par le ministère de la Justice à la demande du ministère des Affaires extérieures pour la Conférence sur l'application de la législation fédérale, énonçait : « The reference to ‘common citizenship’ in the Oath means little or nothing. ‘Citizenship’ is not a term of English law at all. There is not, in fact, ‘common citizenship’ throughout the British Commonwealth: the Indian ‘citizen’ is treated by the Australian ‘citizen’ as an undesirable alien. » (« La référence à la « citoyenneté commune » dans le serment ne signifie rien ou presque. « Citizenship » » n'est pas du tout un terme du droit anglais. En réalité, il n’existe pas de « citoyenneté commune » dans l’ensemble du Commonwealth britannique: le « citoyen » indien est traité par le « citoyen » australien comme un étranger indésirable. »).
Les passeports irlandais sont délivrés à partir de 1923 et pour le grand public à partir de 1924, mais le gouvernement britannique s’y est opposé, ainsi que leur libellé pendant de nombreuses années. L'utilisation d'un passeport de l'État libre d'Irlande à l'étranger, si l'assistance consulaire d'une ambassade britannique était requise, pourrait entraîner des difficultés administratives.

### Loi irlandaise sur la nationalité et la citoyenneté de 1935
La Constitution de 1922 ne prévoit la citoyenneté que pour les personnes vivantes le 6 décembre 1922. Aucune disposition n'est prévue pour les personnes nées après cette date. En tant que tel, il s’agit d’une disposition temporaire exigeant l’adoption d’une loi à part entière sur la citoyenneté. Loi adoptée en 1935, Irish Nationality and Citizenship Act 1935 qui prévoit notamment : 
- Nationalité irlandaise de naissance pour toute personne née dans l'État libre d'Irlande le 6 décembre 1922 ou après cette date ;
- Nationalité irlandaise par filiation pour toute personne dont le père est citoyen irlandais au moment de sa naissance, à condition que cette naissance soit enregistrée dans le registre des naissances en Irlande du Nord ou à l'étranger ;
- une procédure de naturalisation ;
- une perte de nationalité automatique pour toute personne qui est devenue citoyenne d'un autre pays à partir de 21 ans.

Selon l’interprétation susmentionnée, l’octroi de la citoyenneté par filiation confère la citoyenneté aux ressortissants d’Irlande du Nord nés après le 6 décembre 1922, à condition que leur père ait résidé n'importe où en Irlande à cette date. Cependant, ce droit automatique est limité à la première génération, la citoyenneté des générations suivantes nécessitant un enregistrement et la restitution de toute autre citoyenneté détenue à l'âge de 21 ans. La combinaison des principes de naissance et d'ascendance énoncés dans la loi respectait le droit relatif aux frontières de l'État. Les résidents d'Irlande du Nord sont traités de la même manière que les personnes de naissance ou d'ascendance irlandaises qui résidaient en Grande-Bretagne ou dans un pays étranger.Selon Brian Ó Caoindealbháin, la loi de 1935 est donc compatible avec les frontières existantes de l’État, les respectant et, en réalité, les renforçant. La loi prévoit également la création d'un registre des naissances à l'étranger.
En outre, la loi de 1935 vise à affirmer la souveraineté de l'État libre et le caractère distinct de la citoyenneté irlandaise et à lever l'ambiguïté des relations entre la citoyenneté irlandaise et le statut de sujet britannique. Néanmoins, Londres continue à reconnaître les citoyens irlandais comme des sujets britanniques jusqu'à l'adoption de la loi irlandaise de 1949, qui reconnait, en tant que catégorie distincte de personnes, les citoyens de la république d'Irlande,.
À partir de 1923, de nouveaux droits économiques sont créés pour les citoyens irlandais. La loi foncière de 1923 autorise la commission foncière irlandaise à refuser d'autoriser l'achat de terres agricoles par un citoyen non irlandais ; pendant la guerre commerciale anglo-irlandaise, la loi de 1932 sur le contrôle des manufactures exigea qu'au moins 50% des actions des sociétés enregistrées en Irlande soient détenues par des citoyens irlandais.

### La constitution de 1937
La Constitution de l'Irlande de 1937 maintient la situation précédente, notamment que l'acquisition et la perte ultérieures de la citoyenneté irlandaise doivent être régies par la loi.
En ce qui concerne l'Irlande du Nord, malgré la nature irrédentiste et les prétentions rhétoriques des articles 2 et 3 de la nouvelle constitution, la compatibilité de la loi irlandaise sur la citoyenneté avec les frontières de l'État n'est pas été modifiée.

### Loi irlandaise sur la nationalité et la citoyenneté de 1956
En 1956, le Oireachtas (parlement irlandais) promulgue la Irish Nationality and Citizenship Act 1956 (loi irlandaise de 1956 sur la nationalité et la citoyenneté). Cette loi abroge celle de 1935 et reste, bien que fortement modifiée, le fondement de la loi irlandaise sur la citoyenneté. Cet acte, selon Ó Caoindealbháin, a radicalement modifié le traitement réservé aux résidents d'Irlande du Nord dans le droit de la citoyenneté irlandais.
Avec l'adoption de la loi sur la république d'Irlande de 1948 et l'adoption ultérieure du Ireland Act 1949 par le Gouvernement du Royaume-Uni en 1949, l'indépendance constitutionnelle de l'État est assurée, ce qui facilite la résolution de la situation insatisfaisante d'une perspective nationaliste irlandaise selon laquelle les naissances en Irlande du Nord sont assimilées à des naissances « étrangères ». Le gouvernement irlandais a explicitement pour but de modifier cette situation en cherchant à étendre la citoyenneté aussi largement que possible à l'Irlande du Nord, ainsi qu'aux émigrants irlandais et à leurs descendants à l'étranger.
La loi prévoit donc la citoyenneté irlandaise pour toute personne née sur l'île d'Irlande, que ce soit avant ou après l'indépendance. Les seules limitations à cette règle sont que toute personne née en Irlande du Nord n’est pas automatiquement un citoyen irlandais mais en a le droit et qu’un enfant d’une personne bénéficiant de l’immunité diplomatique dans l’État ne devient pas citoyen irlandais. La loi prévoit également la citoyenneté ouverte à tous par descendance et par acquisition au mariage (pour les femmes mais pas pour les hommes) avec des citoyens irlandais.

## Acquisition de la nationalité

### À la naissance
Toute personne née sur l'île d'Irlande à compter du 1er janvier 2005 :
- est automatiquement citoyen irlandais si elle n'a pas le droit à la citoyenneté d'un autre pays ; ou
- a le droit d'être citoyen irlandais si au moins un de ses parents est :
  - citoyen irlandais (ou quelqu'un ayant le droit d'être citoyen irlandais) ;
  - citoyen britannique ;
  - résident de l'île d'Irlande et ayant le droit de résider dans la république d'Irlande ou en Irlande du Nord sans aucune limite de durée sur cette résidence ; ou
  - résident légal de l'île d'Irlande pendant trois des quatre années précédant la naissance de l'enfant (cependant du temps passé en tant qu'étudiant ou demandeur d'asile ne compte pas à cet effet).

Toute personne ayant le droit de devenir citoyen irlandais devient citoyen irlandais si :
- il / elle fait un acte qu'uniquement les citoyens irlandais ont le droit de faire ;
- tout acte qu'uniquement les citoyens irlandais ont le droit de faire est effectué en son nom par une personne ayant le droit de le faire.

La double nationalité est autorisée par le droit de la nationalité irlandaise.

### Sources
- (en) Cet article est partiellement ou en totalité issu de l’article de Wikipédia en anglais intitulé « Irish nationality law » (voir la liste des auteurs).